# Vondie Curtis-Hall
Vondie Curtis-Hall (Detroit (Michigan), 30 september 1950) is een Amerikaans acteur, filmregisseur en scenarioschrijver.

## Biografie
Curtis-Hall heeft het acteren geleerd aan de Juilliard School in New York en aan het Richmond College in Londen. Hij is vanaf 1995 getrouwd met Kasi Lemmons en samen hebben ze twee kinderen. Curtis-Hall heeft daarnaast nog een kind uit een eerdere relatie.

## Prijzen
- 2006 Black Movie Award in de categorie Uitstekend succes in Regie met de film Waist Deep – genomineerd.
- 2008 Black Reel Awards in de categorie Beste Cast met de film Honeydripper – genomineerd.
- 2005 Black Reel Awards in de categorie Beste Regisseur met de film Redemption: The Stan Tookie Williams Story – gewonnen.
- 2001 Black Reel Awards in de categorie Beste Acteur in een Bijrol met de film Freedom Song – genomineerd.
- 2007 Gotham Awards in de categorie Beste Cast met de film Talk to Me – gewonnen.
- 1998 Image Awards in de categorie Uitstekende Acteur in een Bijrol met de film Eve's Bayou – genomineerd.
- 1995 Primetime Emmy Awards in de categorie Uitstekende Gastacteur in een Televisieserie met de televisieserie ER – genomineerd.
- 2002 Razzie Awards in de categorie Slechtste Regisseur met de film Glitter – genomineerd.
- 1998 Satellite Awards in de categorie Beste Optreden door een Acteur in een Bijrol met de film Don King: Only in America – gewonnen.
- 1998 Screen Actors Guild Awards in de categorie Uitstekende Optreden door een Cast met de televisieserie Chicago Hope – genomineerd.
- 1997 Screen Actors Guild Awards in de categorie Uitstekende Optreden door een Cast met de televisieserie Chicago Hope – genomineerd.
- 1996 Screen Actors Guild Awards in de categorie Uitstekende Optreden door een Cast met de televisieserie Chicago Hope – genomineerd.

## Filmografie

### Films
Uitgezonderd korte films.
- 2022 Raymond & Ray - als Eerwaarde West
- 2021 18½ - als Samuel
- 2021 Blue Bayou - als Barry Boucher
- 2020 Triage - als dr. Jonathan Walters
- 2020 The Night House - als Mel
- 2019 Harriet - als Eerwaarde Green
- 2018 Breaking Brooklyn - als Greg Bryant
- 2018 Come Sunday - als J.D. Ellis
- 2015 Experimenter - als Thomas Shine
- 2014 Cymbeline - als Caius Lucius
- 2014 Tin Man - als Jack Garrison
- 2013 Black Nativity - als pandjesbaas
- 2009 Bad Lieutenant: Port of Call - New Orleans – als kapitein James Brasser
- 2009 Life Is Hot in Cracktown – als Dixon
- 2007 Honeydripper – als Slick
- 2007 Talk to Me – als Sunny Kim Kelsey
- 2004 Deceit – als detective Hal Kazin
- 2000 Turn It Up – als Cliff
- 2000 Ali: An American Hero – als Drew Brown
- 2000 Freedom Song – als Daniel Wall
- 1999 Sirens – als Vincent Morgan
- 1997 Don King: Only in America – als Lloyd Price
- 1997 Eve's Bayou – als Julian Grayraven
- 1997 Gridlock'd – als D-Reper
- 1996 Romeo + Juliet – als kapitein Prince
- 1996 Heaven's Prisoners – als Minos P. Dautrieve
- 1996 Broken Arrow – als chief Sam Rhodes
- 1995 Zooman – als Davis
- 1994 Drop Squad – als Rocky Seavers
- 1994 Clear and Present Danger – als stem analist
- 1994 Crooklyn – als oom Brown
- 1994 Dead Man's Revenge – als Jessup Bush
- 1994 Keys – als Louche Amarant
- 1993 Sugar Hill – als Mark Doby
- 1993 There Was a Little Boy – als Danforth
- 1993 Falling Down – als financieel ongeschikte man
- 1992 Passion Fish – als Sugar LeDoux
- 1992 What She Doesn't Know – als Vinnie
- 1992 The Mambo Kings – als Miguel Montoya
- 1992 Murder Without Motive: The Edmund Perry Story – als C. Yernon Mason
- 1991 ...And Then She Was Gone – als detective Gary Hopkins
- 1991 One Good Cop –als pastoor Wills
- 1990 Cop Rock – als Warren Osborne
- 1990 Heat Wave – als Clifford Turpin
- 1990 Die Hard 2 – als Miller
- 1989 Black Rain – als detective
- 1989 Mystery Train – als Ed
- 1988 Coming to America – als verkoper bij basketbalwedstrijd
- 1988 Shakedown –als spreker

### Televisieseries
Uitgezonderd eenmalige gastrollen.
- 2023 Justified: City Primeval - als Sweetie - 8 afl.
- 2022 The Recruit - als Walter Nyland - 8 afl.
- 2018 - 2019 For the People - als rechter Nicholas Byrne - 20 afl.
- 2015 - 2017 Rosewood - als Beaumont Rosewood sr. - 3 afl.
- 2015 Daredevil - als Ben Urich - 9 afl.
- 2014 Chasing Life - als Lawrence - 3 afl.
- 2004 Soul Food – als Charles Miller – 6 afl.
- 2002 – 2003 Fastlane – als Andre Hayes – 2 afl.
- 1994 – 2001 ER – als Roger McGrath / Henry Colton / Rena – 8 afl.
- 1995 – 1999 Chicago Hope – als Dr. Dennis Hancock – 104 afl.
- 1992 – 1993 I'll Fly Away – als Joe Clay – 6 afl.

### Filmregisseur
- 2018 Faith Under Fire - film
- 2016 Toni Braxton: Unbreak My Heart - film
- 2012 Abducted: The Carline White Story – film
- 2008 The Starter Wife – televisieserie – 1 afl.
- 2008 Gossip Girl – televisieserie – 1 afl.
- 2008 Boston Legal – televisieserie – 1 afl.
- 2006 Sleeper Cell – televisieserie – 1 afl.
- 2006 Waist Deep – film
- 2005 The Shield – televisieserie – 1 afl.
- 2004 Redemption: The Stan Tookie Williams Story – film
- 2002 Firefly – televisieserie – 1 afl.
- 2002 MDs – televisieserie - ? afl.
- 2001 – 2002 ER – televisieserie – 2 afl.
- 2001 Glitter – film
- 1997 Gridlock'd – film

### Scenarioschrijver
- 2006 Waist Deep - film
- 1997 Gridlock'd – film

## Theaterwerk opBroadway
- 1987 Stardust – als artiest
- 1981 – 1985 Dreamgirls – als Curtis Taylor jr. / Marty
- 1981 – 1982 Lena Home: The Lady and Her Music – als artiest
- 1980 It's So Nice to Be Civilized – als Sharky / Larry / Blade